# Piibe
Piibe (německy Piep) je vesnice v estonském kraji Lääne-Virumaa, samosprávně patřící do obce Väike-Maarja.

## Významní rodáci
- Karl Ernst von Baer, embryolog